# Florentine River
Der Florentine River ist ein Fluss im Südwesten des australischen Bundesstaates Tasmanien.

## Geografie

### Flusslauf
Der rund 65 Kilometer lange Florentine River entspringt an den Südwesthängen des Junction Hill, einem Berg im äußersten Nordosten des Southwest-Nationalparks, unweit des Südwestufers des Lake Gordon. Von dort fließt er nach Nord-Nordosten, unterquert die Gordon River Road und verläuft dann östlich des Franklin-Gordon-Wild-Rivers-Nationalparks. Etwa fünf Kilometer südlich von Wayatinah mündet er in den Lake Catagunya und damit in den Derwent River.

### Nebenflüsse mit Mündungshöhen
- Little Florentine River – 408 m
- Eden Creek – 378 m
- Coles Creek – 359 m
- Glow Worm Creek – 348 m
- Blue Creek – 345 m[1]

### Durchflossene Stauseen
- Lake Catagunya – 187 m[1]